# Polizia Municipale

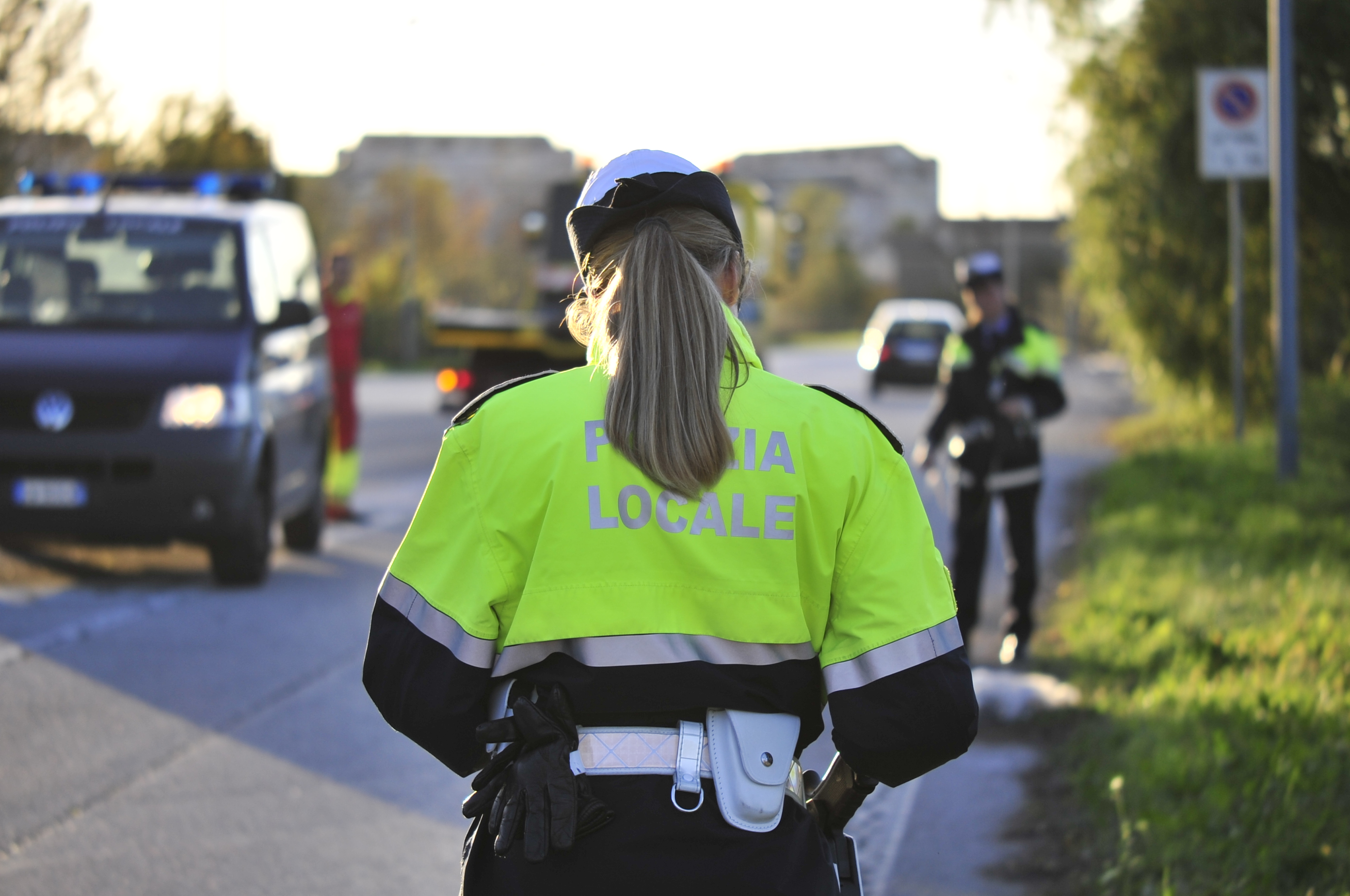
Polizeivollzugsbeamte der Polizia Locale bei einer Unfallaufnahme

Die Polizia Municipale (auch Polizia Locale oder Polizia Comunale, auf Deutsch in Südtirol Stadtpolizei und Gemeindepolizei) ist die zivile italienische Gemeindepolizei. Alle Städte und fast alle Gemeinden in Italien unterhalten eine solche Polizei, die dem jeweiligen Bürgermeister oder Stadtrat untersteht und der Rechtsaufsicht der italienischen Regionen oder Autonomen Provinzen (zum Beispiel: Südtirol) unterliegt. Die Präfekten oder Regierungskommissare, also die Vertreter der italienischen Zentralregierung in den Provinzen, können in besonderen Notlagen ebenfalls über diese Ortspolizeien verfügen.

## Aufgaben
Die Regionen oder Autonomen Provinzen legen die rechtlichen Rahmenbedingungen und die genaue Definition der Aufgaben der Gemeindepolizeien fest. In der Regel sind sie für die Regelung und Überwachung des örtlichen Straßenverkehrs zuständig und übernehmen schutzpolizeiliche Aufgaben, soweit sie nicht von nationalen Polizeibehörden wahrgenommen werden. Daneben werden ihnen von Kommunen und Regionen auch Aufgaben im Bereich Umweltschutz, Fremdenverkehrssicherheit, Bekämpfung der Klein-Kriminalität, Marktpolizei und Bauüberwachung zugewiesen. Besonders in den größeren Gemeinden übernehmen die Gemeindepolizeien auch einen großen Teil der Aufgaben der nationalen Behörden und können dazu bewaffnet sein. Als ortskundige Polizeieinheit sind sie oft erster und wichtiger Anlaufpunkt für die Bevölkerung.

## „Vigili Urbani“

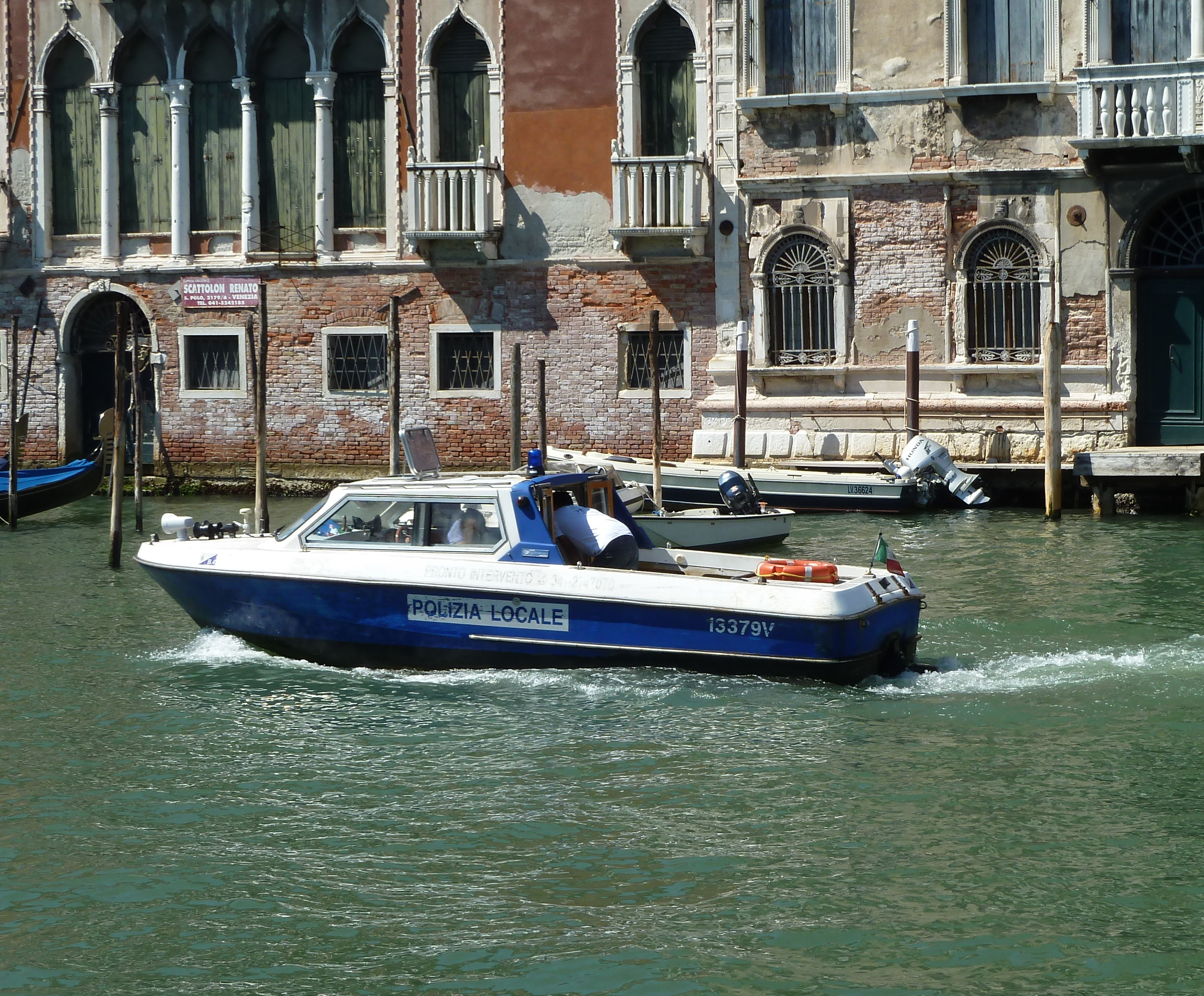
Boot der Polizia Locale in Venedig

Die volkstümliche Bezeichnung Vigili Urbani („Stadtwachen“) wird offiziell nicht mehr verwendet. In der Vergangenheit waren die italienischen Gemeindepolizeien nur in geschlossenen („urbanen“) Siedlungsgebieten tätig. In den 1990er Jahren wurde ihr Zuständigkeitsbereich auf den gesamten städtischen und ländlichen Raum der jeweiligen Kommunen ausgedehnt, womit auch eine Namensänderung einherging. In der italienischen Verfassung wird der Begriff Polizia Locale (Ortspolizei) verwendet, doch die meisten italienischen Regionen schreiben ihren Kommunen die Verwendung der Bezeichnung Polizia Municipale vor. In einigen Fällen heißt sie auch Polizia Comunale, in der Lombardei Polizia Locale, in Südtirol deutschsprachig „Stadtpolizei“ oder „Gemeindepolizei“, in Rom wegen des besonderen Hauptstadtstatus seit 2011 Polizia Locale di Roma Capitale, kurz Polizia Roma Capitale. Die einfachen Kommunalpolizisten selbst werden im Volksmund weiterhin vigili (Singular: vigile, deutsch etwa „Wachtmeister“) genannt, die offizielle Bezeichnung ist heute jedoch agente di polizia locale. Zu erkennen sind sie in vielen Fällen (je nach Gemeinde) an ihrer Kopfbedeckung, die den Helmen der Londoner „Bobbies“ ähnelt.
Auf Sardinien stellen Kommunen seit dem 16. Jahrhundert sogenannte Barracelli- oder Barracellari-Kompanien auf. Ihre Aufgaben entsprechen im Wesentlichen denen der Gemeindepolizeien, der Schwerpunkt liegt jedoch im ländlichen Raum. Rechtsgrundlage ist derzeit das Regionalgesetz 25/1988.

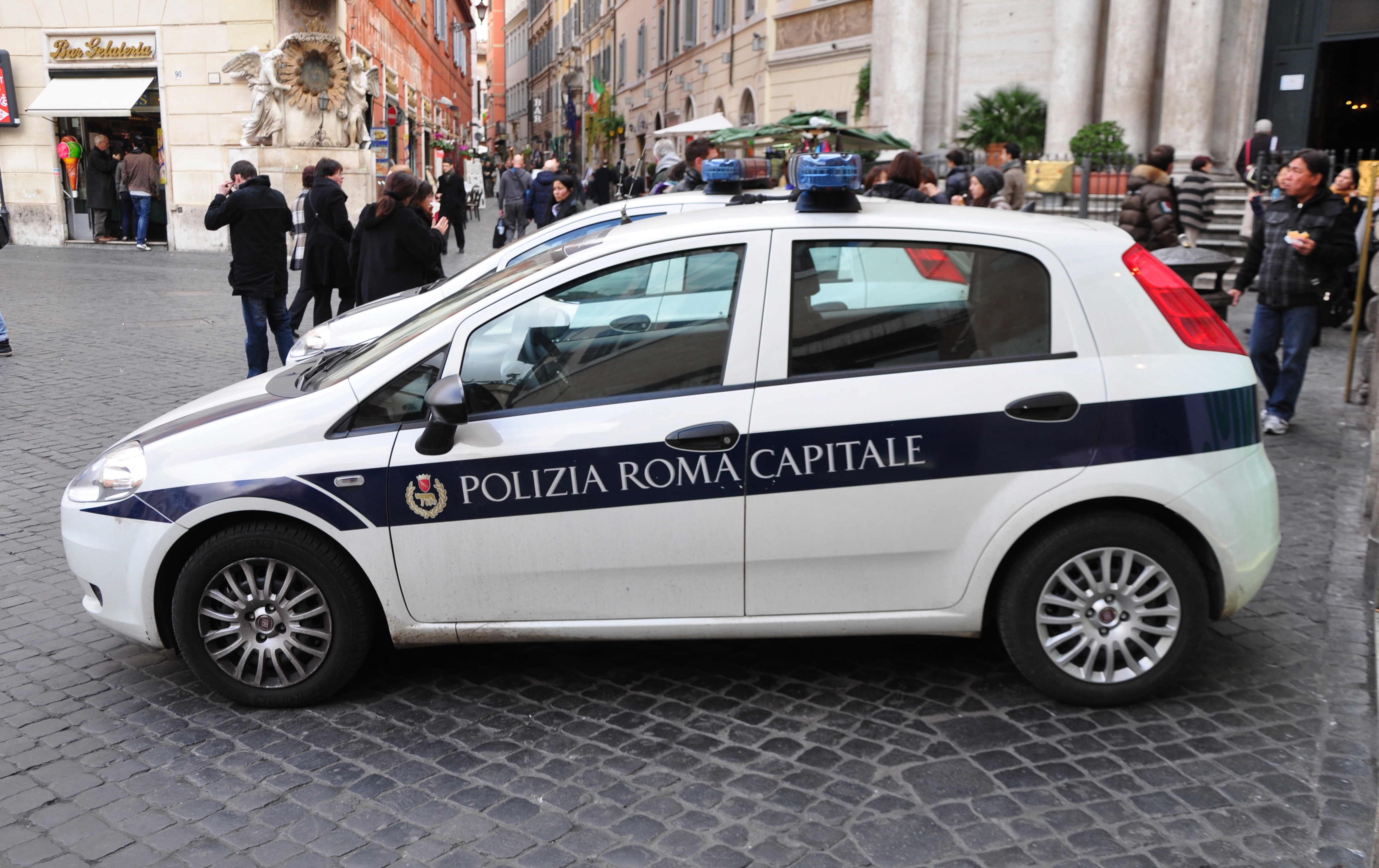
Einsatzfahrzeug der Stadtpolizei (Polizia Municipale) in Rom
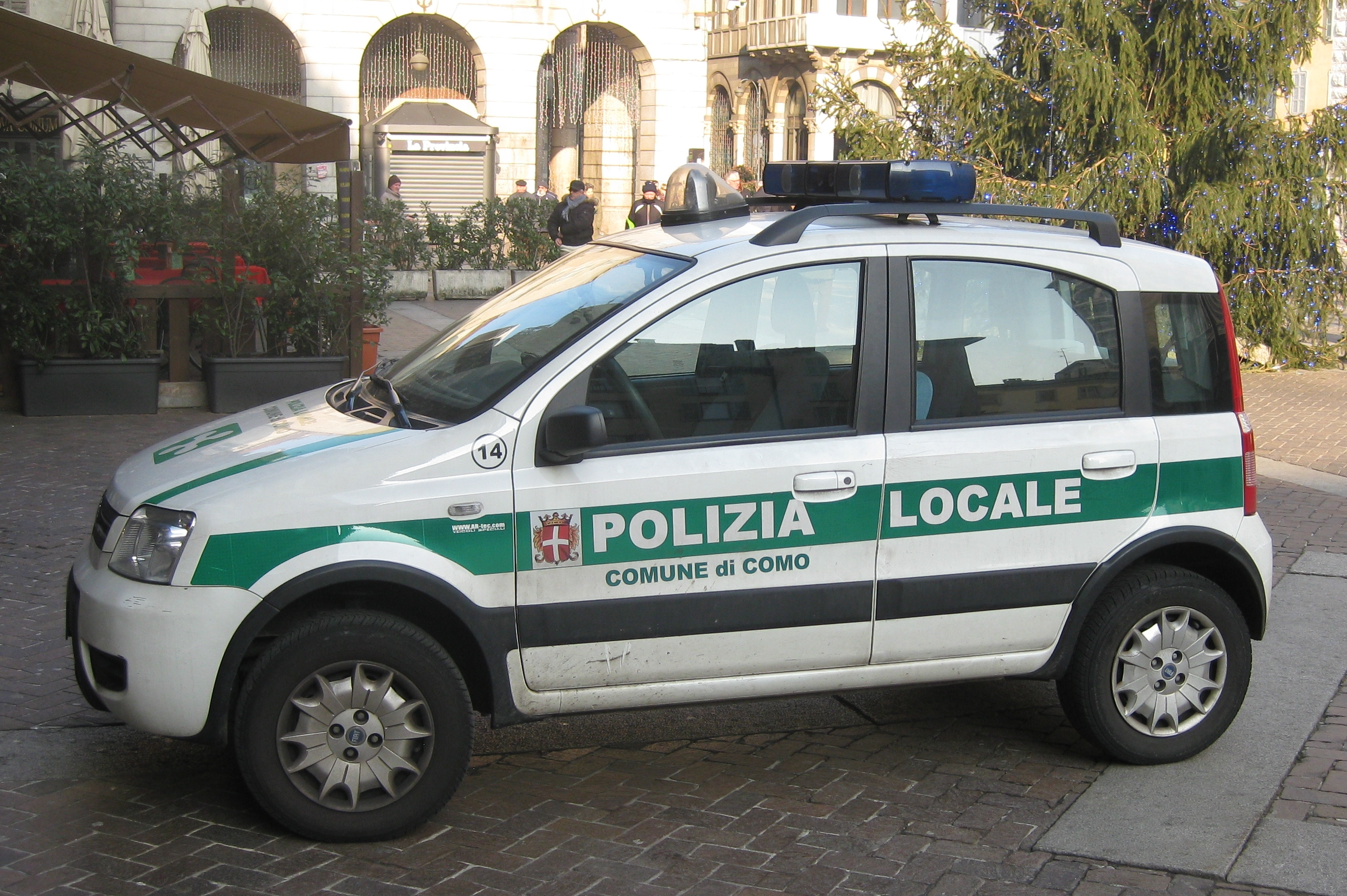
Einsatzfahrzeug der Polizia Locale in Como
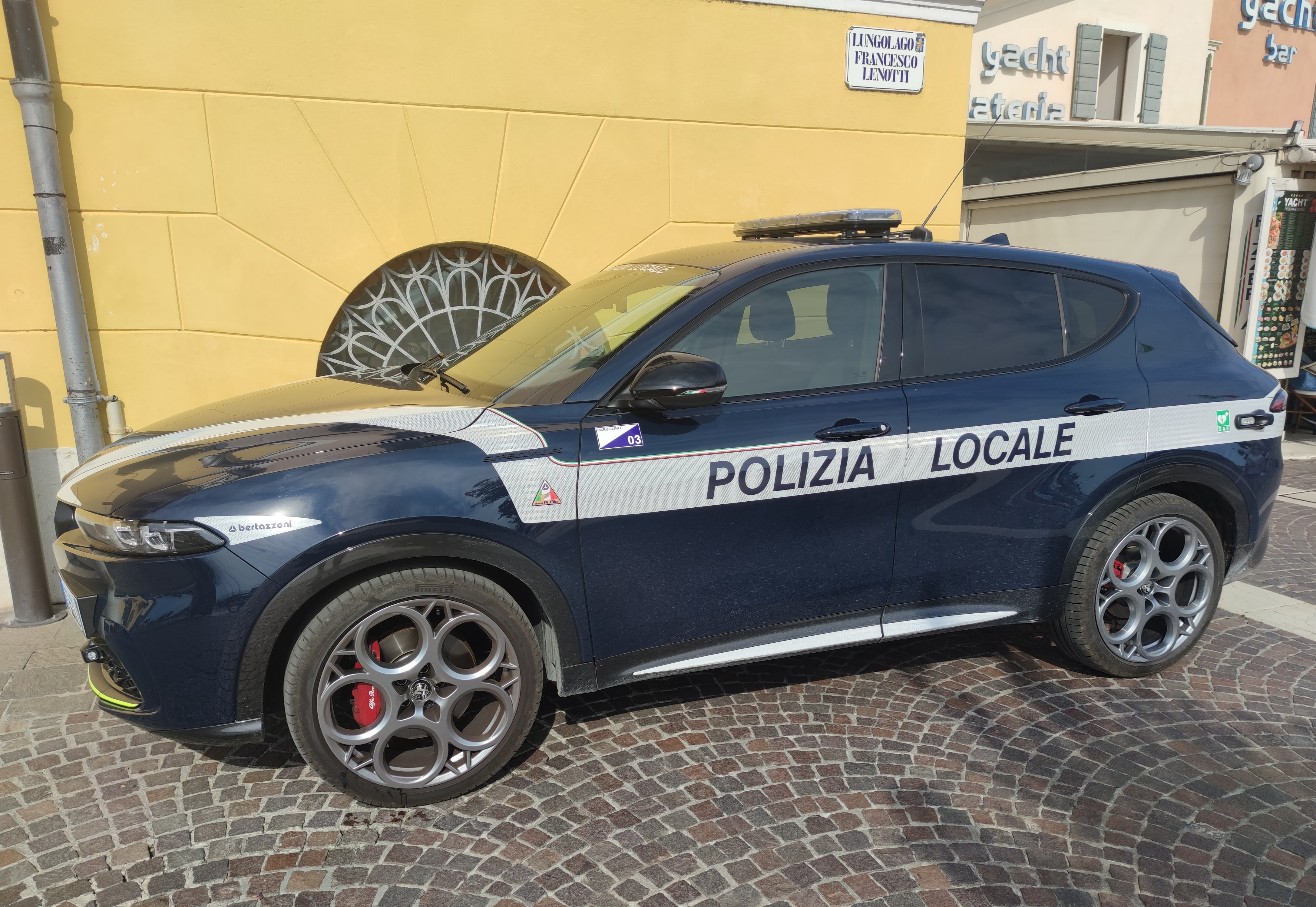
Einsatzfahrzeug der Polizia Locale in Bardolino

## Kommunale Sicherheitswacht

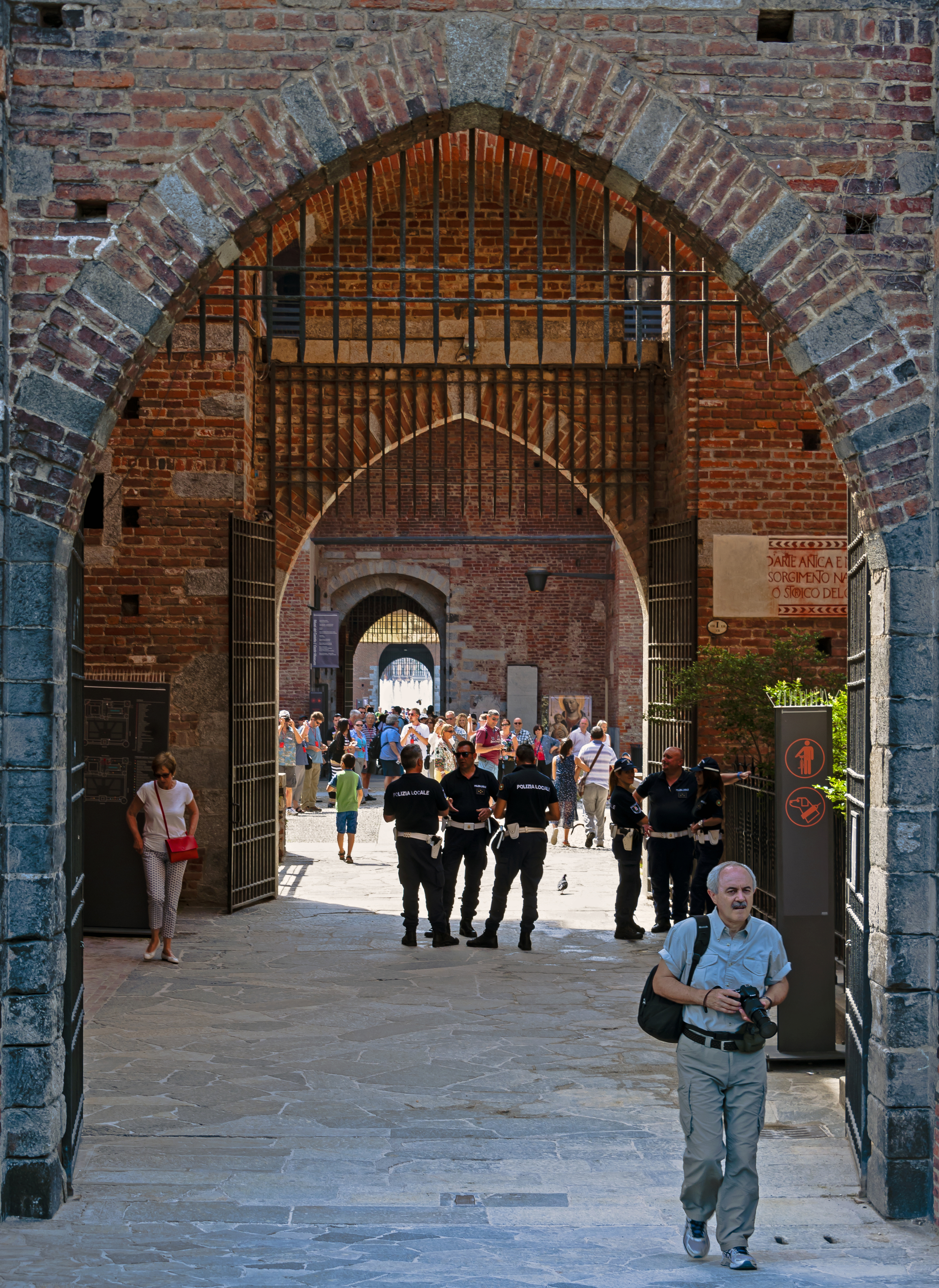
Polizia Locale in Mailand

Gemäß einem im Sommer 2009 verabschiedeten Gesetz (94/2009) haben italienische Städte und Gemeinden die Möglichkeit, kommunale Sicherheitswachten einzurichten. Bürger können sich unter bestimmten Voraussetzungen in gemeinnützigen Organisationen engagieren und in diesem Rahmen freiwilligen Polizeidienst leisten. Als Voraussetzungen sind unter anderem zu erfüllen: ein bestimmtes Mindestalter, keine Vorstrafen, keine Mitgliedschaft in politischen Organisationen und das Bestehen eines Eignungstests. Bevorzugt eingestellt werden ehemalige Polizisten und Soldaten. Die Sicherheitswachten und deren Mitglieder werden von den Präfekten kontrolliert und von den Polizeien ausgebildet. Im Einsatz unterstehen sie den Gemeindepolizeien, gehören diesen jedoch nicht an. Die Freiwilligen der Sicherheitswacht sind nicht bewaffnet und haben keine Uniformen, sondern sind lediglich an Warnwesten zu erkennen. Sie sind nicht befugt unmittelbaren Zwang auszuüben. Die Streifen dürfen aus nicht mehr als drei Personen bestehen. Sie dienen der kommunalen Kriminalitätsprävention, unter anderem bei Schulen, öffentlichen Parks und dergleichen. Mittels Mobiltelefon oder Funk melden sie der regulären Polizei sicherheitsrelevante Vorkommnisse.
Die Einführung der Sicherheitswachten ist in Italien wegen ihrer angeblichen Ähnlichkeit mit Bürgerwehren sehr umstritten. Aus diesem Grund gibt es sie in zahlreichen, meist von linken Parteien beherrschten Kommunen nicht. In vielen Fällen haben Gemeinden jedoch Freiwillige, die – entsprechend gekennzeichnet – Ortsfremden auf Straßen und Plätzen Auskunft geben und Hilfe leisten, jedoch keine Sicherheitsaufgaben übernehmen.